# 鴨緑江作戦
鴨緑江作戦（おうりょくこうさくせん、アムノクガンさくせん）は、日清戦争の陸戦である。

## 概要
1894年10月25日払暁に、山縣有朋率いる第1軍主力は渡河作戦を開始した。日本軍の猛勢に恐れをなした清国軍は我先にと逃走を図り、日本軍は九連城を無血で制圧する。この作戦成功により、日本軍は初めて清国領土を占領した。